# Apple Cinema Display
| Apple Cinema Display                                         | Apple Cinema Display      | Apple Cinema Display |
| ------------------------------------------------------------ | ------------------------- | -------------------- |
| Apple Cinema Display 23 Zoll mit Netzteil und Mehrzweckkabel |                           |                      |
| Überblick                                                    |                           |                      |
| Hersteller:                                                  | Apple Inc.                |                      |
| Veröffentlichung:                                            | September 1999            |                      |
| Vorgänger:                                                   | Apple Studio Display      |                      |
| Nachfolger:                                                  | Apple Thunderbolt Display |                      |

Bei den Cinema Displays handelt es sich um eine Computerbildschirm-Modellreihe der Firma Apple. Der Name nimmt Bezug auf das Seitenverhältnis der Bildschirme, das dem Breitbildformat ähnlich eines Kinos (Englisch Cinema) entspricht. Der Nachfolger trägt den Namen Thunderbolt Display.

## Geschichte
Das Cinema Display mit 22″ kam als Apples erster Breitbild-Monitor im September 1999 auf den Markt. Es war zunächst zeitgleich mit dem Studio Display (Seitenverhältnis 3:4) erhältlich und sollte ein damals bei Computern unkonventionelles Bildformat (16:10) für die Verwendung in der Videoproduktion bieten. Die Auflösung beträgt 1600 × 1024 Pixel. Auf der Rückseite befinden sich zwei USB-Anschlüsse. Bis zum Juni 2000 wurde die DVI-Schnittstelle verbaut; von Juli 2000 bis Januar 2003 der ADC-Anschluss, der neben dem DVI-Bildsignal auch die Stromversorgung des Bildschirms sowie das USB-Signal in einem gebündelten Kabel zur Verfügung stellt. Die Steuerung des Bildschirms erfolgt automatisch, wodurch abgesehen von der Helligkeit keine Bild-Feinjustierung vorgenommen werden kann. Ein paar Einstellungen lassen sich jedoch über das Betriebssystem vornehmen. Das Acryl-Gehäuse im Stil einer Staffelei, entworfen von Jonathan Ive, passt zu Apples damaligem High-End-Rechner Power Mac G4.
Ab März 2002 kam das Apple Cinema HD Display mit 23″ und einer Auflösung von 1920 × 1200 Pixel, und ab Januar 2003 das 20″- Display mit einer Auflösung von 1680 × 1050 auf den Markt. Beide im Acryl-Design, mit ADC-Anschluss und je zwei USB-Anschlüssen.
Im Sommer 2004 wurde das Cinema Display auf ein zum G5 passendes Aluminium-Gehäuse mit Standfuß umgestellt. Es erschienen 20″-, 23″- und 30″- Modelle, die Studio Displays wurden jedoch eingestellt. Alle Geräte sind mit einer DVI-Schnittstelle ausgerüstet und besitzen auf der Rückseite auch einen USB- und je nach Modell auch einen FireWire-Hub. Die Daten- und Stromversorgung erfolgt erneut über ein einziges Kabel, das aber zum externen Netzteil führt. Erst von dort aus gehen kurze Datenkabel zum Computer. Insbesondere bei Verwendung an einem Laptop können externe Geräte für den Schreibtischbetrieb am Bildschirm angeschlossen bleiben, während am Rechner nur wenige Kabel umgesteckt werden müssen. Das Netzteil kann selber auf ein Bildsignal vom Computer reagieren und den Bildschirm abschalten. Die Bildschirme können im Neigungswinkel, trotz der Aufhängung am Standfuß aber nicht in der Höhe verstellt werden.
Das 30″-Modell war zu seiner Einführung der größte verfügbare Computerbildschirm. Es besitzt eine Auflösung von 2560 × 1600 Pixeln (100 ppi) und benötigt eine Grafikkarte mit Dual-Link-Anschluss, dabei wird je ein DVI-Kanal für eine Hälfte des Bildschirms verwendet.
2008 (24″) und 2010 (27″) erschienen passend zu den damaligen iMac-Modellen die LED Cinema Displays mit Glasfront und Hintergrundbeleuchtung durch LEDs. Sie verfügen nun über ein Stromversorgungs- und ein einzelnes Datenkabel. Letzteres teilt sich am Ende auf einzelne Anschlüsse für das Grafiksignal (Mini Display Port oder DVI), USB und ggf. FireWire, aber auch einen MagSafe-Stecker für die Stromversorgung eines Laptops. Dadurch kann der Laptop am Bildschirm aufgeladen werden. Das Cinema Display erhält dadurch den Charakter einer Dockingstation.
Im Juli 2011 erschien das Apple Thunderbolt Display, welches die Reihe der Cinema Displays ablöst. Alle nötigen Datensignale sind nun im namensgebenden Thunderbolt-Anschluss zusammengefasst, was erneut die Nutzung als Dockingstation vereinfacht.

## Stromverbrauch
Apple Cinema HD Display 30″:
- Betrieb: 150 Watt bei Maximalleistung
- Standby: < 3 Watt

Apple Cinema Display 24″ (Alu-Design-Modell Ende 2009):
- Betrieb: 212 Watt bei Maximalleistung (beim Aufladen eines MacBooks)
- Standby: < 1 Watt

Apple Cinema HD Display 27″:
- Betrieb: 250 Watt bei Maximalleistung (beim Aufladen eines MacBook Pros)
- Standby: < 1 Watt